# Rafael Scharf
Rafael Felix Scharf (ur. 18 czerwca 1914 w Krakowie, zm. 16 września 2003 w Londynie) – dziennikarz, działacz na rzecz dialogu polsko-żydowskiego, drukarz.

## Życiorys
Uczęszczał do hebrajskiej szkoły podstawowej. W 1936 ukończył studia prawnicze na Uniwersytecie Jagiellońskim. Po studiach pracował jako dziennikarz, publikując w prasie syjonistycznej artykuły na tematy społeczne i polityczne. W 1938 wyjechał do Anglii, gdzie uzyskał obywatelstwo brytyjskie. Pracował jako londyński korespondent krakowskiego „Nowego Dziennika” i studiował ekonomię w London School of Economics. W czasie II wojny światowej był żołnierzem Armii Brytyjskiej (służył w piechocie, potem w brytyjskim wywiadzie). Po wojnie pracował w jednostce przygotowującej procesy zbrodniarzy wojennych. Był współzałożycielem „The Jewish Quarterly” oraz jednym z założycieli Instytutu Spraw Polsko-Żydowskich w Oxfordzie, a także wieloletnim wiceprezesem Międzynarodowego Stowarzyszenia im. Janusza Korczaka. Napisał książkę Co mnie i Tobie Polsko? Eseje bez uprzedzeń, która opublikowana została w 1997 przez Valentine Mitchell w Wielkiej Brytanii oraz przez Fundację Judaica w Polsce.

## Odznaczenia
- Krzyż Komandorski Orderu Zasługi Rzeczypospolitej Polskiej (23 listopada 1993)[3],
- Medal „Zasłużony dla Tolerancji” (1999).